# Шипиково
Шипиково (на сръбски: Шипиково или Šipikovo) е село в Градската община Зайчар, Сърбия. Населението му е 511 души (2002).

## История
Селото има предимно влашко население. От 1878 до 1919 година е в територията на България. След подписването на Ньойския мирен договор, когато през землището на Шипиково е прокарана новата граница между България и Кралството на сърби, хървати и словенци част от жителите му образуват новото село Шипикова махала върху онази част от землището му, която е останала на територията на България.
При избухването на Балканската война в 1912 година един човек от Шипиково е доброволец в Македоно-одринското опълчение.
В 1991 година Шипиково има 672 жители. В 2002 година селото има 511 жители, от които 335 власи, 155 сърби, 4 румънци, 1 мюсюлманин, 1 българин и 14 други.

## Личности
Родени в Шипиково
- Цвятко Иванов, македоно-одрински опълченец, музикантска команда на 11 сярска дружина[3]